# جون هارت (ضابط)
جون هارت (بالإنجليزية: John Hart) هو ضابط أمريكي، ولد في 8 يوليو 1706 في دوفر في الولايات المتحدة، وتوفي في 30 أكتوبر 1777 في بورتسموث في الولايات المتحدة.